# For The Gambia Our Homeland
For The Gambia Our Homeland este imnul național din Gambia.